# Xã Tuscarora, Quận Juniata, Pennsylvania
Xã Tuscarora (tiếng Anh: Tuscarora Township) là một xã thuộc quận Juniata, tiểu bang Pennsylvania, Hoa Kỳ. Năm 2010, dân số của xã này là 1.240 người.